# Vera Molnár
Vera Molnár (Budapest, Reino de Hungría, 5 de enero de 1924-7 de diciembre de 2023) fue una artista francesa de origen húngaro. Es considerada una pionera del arte computacional y el arte generativo, y también es una de las primeras mujeres en usar ordenadores en su práctica artística. Sus obras se encuentran en los principales museos. En 2007 le fue otorgado el reconocimiento de la Orden de las Artes y las Letras de Francia.

## Trayectoria
Nació en 1924 en Hungría. Su formación artística comenzó siguiendo la escuela tradicional. Estudió la diplomatura de historia del arte y estética en la Escuela de Bellas Artes de Budapest. Allí conoció a su futuro esposo, François Molnar (1922-1993), un científico con quien colaboró posteriormente. Por un breve tiempo en 1947 Vera vivió en Roma, antes de mudarse a París ese mismo año. En 1948, Vera se casó con François Molnár, de quién tomó el apellido.
Creó sus primeras imágenes no figurativas en 1946. Eran pinturas abstractas, geométricas, determinadas sistemáticamente. En 1947 recibió una beca para artistas para estudiar en Roma en la Villa Giulia, y poco después se trasladó a Francia, donde continúa residiendo. Comenzó a realizar imágenes combinatorias en 1959.
En la década de 1960, cofundó varios grupos de investigación de artistas. El primero, en 1960, fue Groupe de Recherche d'Art Visuel, que investiga enfoques colaborativos del arte mecánico y cinético. El segundo fue Art et Informatique, con un enfoque en el arte y la informática. Molnár aprendió los primeros lenguajes de programación de Fortran y Basic, y obtuvo acceso a una computadora en un laboratorio de investigación en París, donde comenzó a hacer dibujos gráficos por computadora en un plotter. En 1968 comenzó a trabajar con computadoras, con las que comenzó a crear pinturas algorítmicas basadas en formas geométricas simples y temas geométricos, es una de las pioneras del arte computacional.

## Legado
Molnár formó parte de la exposición de 2010 "On Line: Drawing Through the Twentieth Century" en el Museo de Arte Moderno de Nueva York. La exposición mostraba la historia del dibujo de líneas.
En 2015 realizó una exposición retrospectiva llamada "Con respecto al infinito | Dibujos 1950-1987" en la Galería Senior & Shopmaker en la ciudad de Nueva York.

## Premios
En 2005 recibió el Premio DAM de Artes Digitales por su carrera artística.
La exposición (Un)Ordnung. (Dés)Ordre en el Museo Haus Konstruktiv mostró sus primeros dibujos a mano alzada nunca antes expuestos, desde finales de la década de 1960 hasta la nueva instalación en el Museo Haus Konstruktiv.
Fue galardonada con la Orden de las Artes y las Letras de Francia en 2007 y ganó el premio al mérito destacado AWARE en 2018.
Fue una de los 213 artistas participantes en la 59.ª Bienal de Venecia en 2022. El tema de la Bienal de Venecia de esta edición es "Desafiar la idea de los hombres como el centro del universo'".

## Colecciones
- Frac Lorraine, Francia[27]
- Museo de Bellas Artes de Houston[28]
- Museo de Arte Moderno, Nueva York[12]
- Museo Ritter, Waldenbuch, Alemania[29]
- Biblioteca y Museo Morgan[30]
- Galería Nacional de Arte, Washington D. C.[31]
- Museo Tate, Londres[32]
- Museo Victoria and Albert, Londres[2]